# 貴志正造
貴志 正造（きし しょうぞう、1918年〈大正7年〉 - 1980年〈昭和55年〉8月27日）は、日本の国文学者。中世日本文学・説話文学専攻。二松学舎専門学校・國學院大學文学部国文科卒業。二松学舎大学文学部国文学科教授を歴任。和歌山県生まれ。

## 校注・訳など
- 『神道集』訳、平凡社〈東洋文庫〉、1967
- 『神道集 赤木文庫本』近藤喜博共編、角川書店〈貴重古典籍叢刊〉、1968
- 『日本の説話 第3-4巻　中世』永井義憲共編、東京美術、1973-1974
- 『鑑賞日本古典文学 第18巻 方丈記 徒然草』冨倉徳次郎共編、角川書店、1975
- 『全譯吾妻鏡』訳注、新人物往来社、1976-1979
- 『鑑賞日本古典文学 第23巻 中世説話集 古今著聞集・発心集・神道集』西尾光一共編、角川書店、1977